# 大友興廃記
『大友興廃記』（おおともこうはいき）は、江戸時代初期に書かれた軍記物。大友氏の興亡について、大友義鎮（宗麟）・大友義統の二代を中心に記されている。自序によれば、寛永12年（1635年）、佐伯氏の家人・杉谷氏の一族である杉谷宗重によって書かれたとされる。九州のすべての通史の書に先立って成立したと考えられる古い軍記である。剣巻及び22巻の全23冊から成る。

## 概要
大友氏、特に大友義鎮の一代を中心にその繁栄や戦の様子を活写し、子の義統については文禄の役での不首尾により豊後国を召し上げられて毛利輝元に預けられるまでを記す。大尾に江戸の世での義統の子息達の消息を添える。
前半部の内容は未整理で時系列にそって並んでおらず、また全体に年記の間違い（天正十二年を天正二十年とするなど）も多いが、大友氏に関する記述の詳細さは群を抜いており、後世の九州の歴史書に多大な影響を与えた。
天正4年（1576年）に日本で初めてフランキ砲（のちに「国崩し」と名付けられる）といった大砲が伝来した記録が記述されていることでも知られる。また、相撲の醜名（四股名）が、文献上、確認されるのは、この『大友興廃記』が初見とされ、成立が江戸の勧進相撲と同じ17世紀前半であることから比較資料として重視される。
『大友興廃記』では、大友氏衰退の原因を軍配者である角隈石宗の意見を聞かなかったため（雲気から進軍を待つよう進言するも地上のこととして無視した）と記述している。
後世に与えてしまった影響として、陣形の相性論がある。巻十二には、「敵魚鱗の陣を取らば、味方は彎月の陣をはるべし。方円を取らば、此方よりは雁行をとるべし。鶴翼を取らば、長蛇を取るべし。鋒箭（矢）を取らば、衡軛（こうやく）を取るべし」と陣形と陣形の相性が記述されているが、実際には相性があったとは考えられず、後世の歴史シミュレーションゲームにまで「陣形相性説」といった形で影響を与えてしまったとみられている。